# Новые Маркауцы
Новые Маркауцы, Мэркэуций Ной (рум. Mărcăuții Noi) — село в Бричанском районе Молдавии. Наряду с селом Маркауцы входит в состав коммуны Маркауцы.

## География
Село расположено на высоте 222 метра над уровнем моря.

## Население
По данным переписи населения 2004 года, в селе Новые Мэркэуцы проживает 46 человек (20 мужчин, 26 женщин).
Этнический состав села:
| Национальность | Число жителей | Процентный состав |
| -------------- | ------------- | ----------------- |
| украинцы       | 32            | 69,57             |
| молдаване      | 9             | 19,57             |
| гагаузы        | 4             | 8,7               |
| русские        | 1             | 2,17              |
| Всего          | 46            | 100 %             |